# Cleistocactus erigens
Cleistocactus erigens là một loài thực vật có hoa trong họ Cactaceae. Loài này được (Rauh & Backeb.) Ostolaza mô tả khoa học đầu tiên năm 2007.